# Jonas Šimėnas
Jonas Šimėnas (n. 31 iulie 1953, Papiliai⁠(d), Viešintos⁠(d), RSS Lituaniană, URSS – d. 15 martie 2023, Vilnius, Lituania) a fost un politician lituanian. În 1990, el a fost printre cei care au semnat Actul de reînființare a statului Lituania.